# Бельгия на «Евровидении-1987»
Как страна-победитель прошлого года, Бельгия принимала участие в тридцать втором выпуске телевизионного конкурса Евровидение-1987, который состоялся 9 мая во Дворце Столетия в Брюсселе. Страну представляла певица Лилиана Сен-Пьер с песней Soldiers of Love ("Солдаты любви"), написанной самой Сен-Пьер в соавторстве с Гьюри Спайсом и Марком де Коэном. По итогам голосования она заняла 11-е место из 22, набрав 56 очков. Тем не менее, Soldiers of Love стала предшественницей бельгийской заявки на Евровидение-1988 Laissez briller le soleil в исполнении Рейнарта. Конкурс был показан в Бельгии двумя вещательными компаниями: RTBF на канале La Une с комментариями Клода Делакруа на французском языке и VRT на канале VRT 1 с комментариями Люка Аппермонта на нидерландском языке. Глашатаем от Бельгии была Анн Плёгартс.

## Предыстория
К моменту участия в конкурсе 1987 года Бельгия принимала участие в Евровидение 31 раз с момента своего дебюта как одна из семи оригинальных стран в первом выпуске 1956 года. За это время страна выигрывала конкурс лишь однажды: в 1986 году с песней J'aime la vie в исполнении Сандры Ким. После выигрыша ею Евровидения в Бельгии встал вопрос об организации конкурса. В итоге было принято решение, что франкоязычная телекомпания RTBF, которая годом ранее отвечала за организацию отбора бельгийской заявки, займётся организацией и проведением мероприятия. А голландскоязычная телекомпания VRT будет отвечать за организацию отбора бельгийской заявки.

## До «Евровидения»

### Eurosong '87
Начиная с 1957 года VRT по нечётным годам отвечало за организацию отбора бельгийской заявки путём проведения национального финала под названием Eurosong. При этом заявка выбиралась либо с участием нескольких артистов и песен, либо с участием только песен, в то время как артист утверждался внутри телекомпании. Eurosong '87 состоялся 14 марта 1987 года в театре Amerikaans в Брюсселе. Ведущим был Люк Аппермонт. Первоначально, на национальном финале должно было участвовать двенадцать исполнителей. Однако певица Юдит Виндефогель отказалась от участия, и количество конкурсантов уменьшилось до одиннадцати. Победитель из одиннадцати участников определялся путём сложения голосов профессионального жюри и регионального жюри из пяти провинций Фландрии (Антверпен, Лимбург, Восточная Фландрия, Западная Фландрия и Брабант). Хотя Лилиане Сен-Пьер профессиональное жюри присудило всего 5 баллов, региональное жюри, за исключением Брабанта, присудило ей 12 баллов, что привело её к победе.
| Порядковый номер | Исполнитель          | Название песни          | Очки | Место |
| ---------------- | -------------------- | ----------------------- | ---- | ----- |
| 1                | Джон Терра           | Champagne voor iedereen | 43   | 3     |
| 2                | Дэн О'Нил            | Oh, mon amour           | 19   | 9     |
| 3                | Винсент              | De wereld als ik droom  | 0    | 11    |
| 4                | Маргарет Германс     | In Slow Motion          | 25   | 7     |
| 5                | Даан ван ден Дурпель | Gigolo                  | 37   | 5     |
| 6                | Барт Каэлль          | Carrousel               | 58   | 2     |
| 7                | Энжи Дилан           | Zeventien               | 40   | 4     |
| 8                | Соня Пелгримс        | Casanova                | 24   | 8     |
| 9                | Курт Лоуренс         | De dans der macht       | 9    | 10    |
| 10               | Софи                 | Door jou                | 30   | 6     |
| 11               | Лилиана Сен-Пьер     | Soldiers of Love        | 63   | 1     |

## На «Евровидении»
Сен-Пьер выступала в Брюсселе под номером 5, между Исландией и Швецией. По итогам голосования она заняла 11-е место из 22, набрав 56 очков. Бельгийское жюри 12 очков присудило победителю конкурса Ирландии. Дирижёром оркестра во время исполнения бельгийской песни был Фредди Сандер.

### Голосование
| Очки      | Страна                          |
| --------- | ------------------------------- |
| 12 баллов |                                 |
| 10 баллов |                                 |
| 8 баллов  | - Великобритания                |
| 7 баллов  | - Испания                       |
| 6 баллов  | - Италия                        |
| 5 баллов  | - Кипр - Люксембург - Норвегия  |
| 4 балла   | - Германия - Турция - Югославия |
| 3 балла   | - Австрия - Финляндия           |
| 2 балла   | - Израиль                       |
| 1 балл    |                                 |

| Очки      | Страна         |
| --------- | -------------- |
| 12 баллов | Ирландия       |
| 10 баллов | Германия       |
| 8 баллов  | Югославия      |
| 7 баллов  | Норвегия       |
| 6 баллов  | Израиль        |
| 5 баллов  | Италия         |
| 4 балла   | Исландия       |
| 3 балла   | Великобритания |
| 2 балла   | Греция         |
| 1 балл    | Швеция         |